# Ama (Luisiana)
Ama é uma Região censo-designada localizada no estado americano de Luisiana, na Paróquia de St. Charles.

## Demografia
Segundo o censo americano de 2000, a sua população era de 1285 habitantes.

## Geografia
De acordo com o United States Census Bureau tem uma área de 
11,5 km², dos quais 9,2 km² cobertos por terra e 2,3 km² cobertos por água.

## Localidades na vizinhança
O diagrama seguinte representa as localidades num raio de 12 km ao redor de Ama. 